# 長浜幸子
長浜 幸子（ながはま さちこ、1952年5月12日 - ）は、日本の漫画家。女性。東京都足立区出身。血液型はB型。
21歳の時、『なかよし』（講談社）でデビュー。以後、1970年代は同誌をはじめとする少女誌、1980年代以降は『ボニータイブ』（秋田書店）、『Silky』（白泉社）、『オフィスユー』（集英社）などのレディースコミック誌で活躍。

## 作品リスト
講談社
- パセリ色のメッセージ（全1巻、1977/4/5）
- 初恋通り P.M.3:00（全1巻、1977/12/5）
- 初恋ノート1ぺえじ（全1巻、1979/3/5）

集英社
- バスルームの異邦人(全1巻、1984/6)
- 真夜中メルヘン（全1巻、1985/05）
- 薔薇が咲く（1987年5月）
- アルカリ・レディー（全3巻、1988/03-1988/05）
- DCちんぴら(全1巻、1989/02)
- 姫してんじゃねえよ（全1巻、1989/08）
- 吉祥寺ギャング（全1巻、1990/02）
- バスルームの異邦人（全1巻、1990/06）
- 足立ナイトクラブ（全2巻、1990/10-1991/05）
- 恋愛ショック（全1巻、1991/11）
- 契り（全2巻、1992/06-1992/07）
- 東京郊外電車（全1巻、1993/2/1）
- りっぱなスチュワーデスになる方法（全2巻、1994/01-1994/02）
- しあわせ事情（全1巻、1994/12）
- シパングに恋をした（全1巻、1995/03）
- 青年は荒野をめざス（全1巻、1997/11）
- ザ・ベンテン（全10巻、1998/07-2003/11）
- シアワセ図鑑 -通販のある風景-（全1巻、1999/12/1）
- 千紫万紅チアキ様（全1巻、2000/11）
- マジ!!ベンテン（全5巻、2004/2/19-2005/12/19）
- ぴんく-Pink-（全2巻、2005/10/19-2006/1/19）
- 修羅の棺（全12巻、2006/10/19-2009/1/19）
- 名前はとうに失われた（全2巻、2009/5/19-2009/9/18）
- 艶姿純情花吹雪（全7巻、2011/4/19 -2012/10/25 ）

秋田書店
- 気分でランチ(全1巻、1985/02)
- 迷子の儀式（全1巻、1986/02）
- あなたの夜とわたしの朝（全1巻、1986/09）
- 千年姫（全1巻、1987/01）
- 夢を織る日々（全1巻、1987/09）

白泉社
- 女ともだちRIEKO（全2巻、1988/09-1989年）
  - 女ともだちRIEKO（『Silky』1986年2・3、6-12月号隔月連載、1987年1・2月号）
- シンデレラ・エクスプレス（全1巻、1989/03）
  - シンデレラ・エクスプレス（『Silky』1987年10・11月号・1988年1・2月号）
- すっぴんガール（全1巻、1989/09）
  - すっぴんガール（『Silky』1988年6月号-12月号隔月連載、1巻）
  - すっぴんガール（『Silky』1989年2月号）
- YOKOHAMAストーリー（全2巻、1990/12/1-1991/04）
  - ベイ・ドリーム 異国がたり（『Silky』1989年6・8・9月号、1巻）
  - 砂漠のダイヤモンド（『Silky』1989年3月号、1巻）
  - オリーブ（『Silky』1989年12月号・1990年1月号、2巻）
  - アタシの男に手を出すな（『セリエ』1990年4・5月号、2巻）
- デビュー（全1巻、1991/9/1）
  - デビュー（『Silky』1990年4・7・9月号）
  - 青山のレストランにて（『Silky』1987年5月号）
- 東京エスニック（全1巻、1992/01）
  - 東京エスニック（『Silky』1990年12月号・1991年2・3月号）
- 天使襲来（全1巻、2005/5/2）
  - 天使襲来（『Silkyスペシャル』2002年11月10日号・2003年5月号）
  - 極楽天国一丁目（『Silky』2004年2月号）
  - 極楽天国七丁目（『Silky』2004年6月号）
- 真理子のヒザ小僧（全1巻、2000年）
  - 真理子のヒザ小僧（『Silky』1988年3・4・10月号）
- 前略カズヨシ様（『セリエ』1985年10月号）
- 明るい夜が好き（『セリエ』1987年9月号）
- も一度ふりむけ女たち（『セリエ』1989年2月号）
- 恋人を美しく裏切って（『セリエ』1989年3月号）
- 踊るヒロイン（『セリエ』1989年5月号）
- 踊るヒロイン 笑うサンバ・ガール（『セリエ』1989年8月号）
- 踊るヒロイン 午前0時のチャチャ（『セリエ』1989年9月号）
- 踊るヒロイン ジルバで朝まで（『セリエ』1989年11月号）
- 週末はロメオと（『セリエ』1990年1月号）
- 落ち込んでる場合じゃない（『Silky』1991年9月号）
- フレッシュ・バック（『Silky』1991年11月号）
- 普通の生活（『Silky』1992年2月号）
- 純情クラブ（『Silky』1992年7月号）
- 幻の楼閣まで（『Silky』1992年11・12月号）

あおば出版
- 下町邪馬台国（全1巻、2002/11/16）
- キルトの国へいらっしゃい（全1巻、2003/02）
- 性を売る女たち(全1巻、2003/07)
- ダブルウェディング<キルトの国へいらっしゃい2>（全1巻、2003/9/16）
- 七つの結婚物語(全1巻、2003/9/16)
- 幸せ紡ぎ <キルトの国へいらっしゃい3> （全1巻、2004/2/16）
- ビタミン・カラー―見習い美容師恋とお仕事特訓カルテ （全1巻、2004/6/16）
- 主と朝寝がしてみたい（全1巻、2004/10/16）
- さまざまなダイヤモンド<キルトの国へいらっしゃい 4>（全1巻、2005/1/15）
- ユートピア（全1巻、2005/4/16）
- ママの恋人（全1巻、2005/8/16）
- 湘南心中（全1巻、2005/12/16）
- 美少女白書（全1巻、2006/3/29）
- 恋人たちのフラワー・ベッド（2006年9月）
- 檸檬館まで（全1巻、2006/12/16）
- 歌舞伎町よろず探偵事務所 右近―UKON―（全1巻、2007/3/29）

その他
- アメリカンソーダの朝（主婦の友社、全1巻、1983/9/1）
- イブたちの部屋（1984年6月、主婦の友社）
- イブたちのバレンタイン（1985年8月、主婦の友社）
- お嬢さまにはわかるまい（1986年11月、双葉社）
- ミス純情メイク(双葉社、全1巻、1987/07)
- 美スマイル（主婦と生活社、全3巻、1988/2/1）
- 麦わら帽子のマリア（双葉社、全1巻、1988/07）
- TOM（双葉社、全1巻、1989/06）
- アソビ、しましょう（双葉社、全1巻、1990/10）
- 怒涛の少女（1992年-1993年、全3巻、スコラ）
- 天然色美人(竹書房、全1巻、2014/1/27)
- 阿修羅は笑う(青泉社、全1巻、2017/4/20)